# Annelise Vaucher
Pour les articles homonymes, voir Vaucher.
Annelise Vaucher, née le 9 février 1952, est une personnalité politique bernoise, plus précisément du Jura bernois, membre de l'Union démocratique du centre (UDC) puis du Parti bourgeois-démocratique (PBD).

## Biographie
Annelise Vaucher naît Annelise Sulzmann le 9 février 1952. Elle a le deuxième d'une famille de quatre enfants. Ses parents sont agriculteurs. Elle grandit à Saint-Imier.
Elle obtient son certificat fédéral de capacité d'employée de commerce en 1971, puis une maîtrise fédérale d'assistante de direction en 1983. Elle est suppléante de l'officier d'état civil de Courtelary-Cormoret de 1988 à 1994, puis officière d'état civil des mêmes lieux jusqu'en 1999. De 2000 à 2006, elle est officière de l’état civil à l’Office de l’état civil des districts de Courtelary et de La Neuveville.
Elle est mariée depuis 1971 à Jean Vaucher, ingénieur.

### Parcours politique
Elle est maire sans étiquette de la commune de Cormoret de 1992 à 2011. Elle adhère à l'UDC en 2002.
Approchée par les femmes de l'UDC bernoise, elle est lancée en tant que « candidate sauvage » au Conseil-exécutif du canton de Berne au début de l'assemblée des délégués de son parti le 12 novembre 2005. Elle l'emporte à la surprise générale en devançant largement son concurrent, le conseiller national Walter Schmied, par 369 voix contre 102, alors qu'on le disait nettement plus connu qu'elle[réf. nécessaire]. Lors des élections du 9 avril 2006, elle n'est pas élue au gouvernement mais obtient avec 75 244 voix un score nettement au-dessus de la majorité absolue, fixée à 66 835 voix. Elle est cependant élue le même jour au Grand Conseil du canton de Berne, où elle préside le groupe UDC en 2008-2009, et au Conseil du Jura bernois. L'année suivante, elle échoue à décrocher un siège au Conseil national.
Devenue vice-présidente de l’UDC Berne, elle quitte ce parti en juin 2008 pour rejoindre le futur PBD, dont elle devient également vice-présidente en juin 2010. Elle n'est pas réélue au parlement cantonal en 2010 sous ses nouvelles couleurs partisanes, mais obtient un nouveau mandat de quatre ans au Conseil du Jura bernois.

### Positionnement politique
Elle est décrite comme une centriste, aux valeurs terriennes, partisane du dialogue, du consensus et du pragmatisme. Certains observateurs politiques l'ont qualifiée de gauchiste, ce dont elle s'est défendue.

### Autres mandats
Elle préside le service d'aide et de soins à domicile de Saint-Imier à partir de 1997,.